# Мілявська Лоліта Марківна
Лолі́та Ма́рківна Міля́вська (уроджена — Горе́лик, сценічний псевдонім — Лолі́та; нар. 14 листопада 1963, Мукачево, Закарпатська область, Українська РСР, СРСР) — російська співачка, акторка, телеведуча та режисер.
Фігуратка центру «Миротворець» через свідоме порушення державного кордону України при відвідувані окупованого Криму та Донбасу.
З 7 січня 2023 року перебуває під санкціями РНБО за антиукраїнську діяльність.

## Біографія
Під час народження в Мукачеві батьки мешкали за адресою вулиця Чапаєва (нині імені Драгоманова), будинок № 41.
Від 1 до 10 років проживала у Львові. Тут навчалася у середній школі № 35. 1985 року закінчила тамбовський філіал Московського інституту культури за фахом «режисура культмасових заходів і свят».
Уже в 16 років працювала бек-вокалісткою у співачки Ірини Понаровської. 1987 року Олександр Цекало і Лоліта Мілявська створили попгрупу кабаре-дует «Академія». На московському телеканалі вони створили програму «TV-піца». З кінця 1995 року Лоліта й Олександр стали ведучими ТБ-програми «Ранкова пошта» (рос. Утренняя почта) (ОРТ), з 1997 року вели програму «Доброго ранку, країно» (рос. Доброе утро, страна) (РТР). Понад 10 років Лоліта виступала разом з чоловіком Олександром Цекалом, проте вони розлучилися.
Дочка Єва. 2000 року почалась сольна кар'єра, вийшов альбом «Квіточки» (рос. Цветочки). Ведуча програми «Шоу розлученої жінки» (РТР). З 4 жовтня 2002 року грає Матрону «Маму» Мортон у мюзиклі «Чикаго». З 2005 року веде програму «Лоліта. Без комплексів» на Першому Каналі.

## Позиція щодо України
- Під час президентських виборів 2004 року агітувала за Віктора Януковича.[5]
- Лоліта Мілявська ніколи не підтримувала Майдан, після запровадження санкцій проти Росії заявляла, що все життя ладна їсти лише російські продукти. Співачка також висловлювала наміри перевозити доньку з Києва до Москви, але станом на лютий 2015 року цього і не зробила.[6]
- 23 квітня 2017 року при перетині кордону України була знята з потягу прикордонниками у зв'язку із забороною Службою безпеки України в'їзду на територію України після виступу в окупованому Криму (Керч, 2015)[7]. Зі слів Лоліти, вона намагалась відвідати свою хвору дитину.[8] До хворої дитини її супроводжували програмний директор, гример і музиканти.[9][10] У своєму відеозверненні, записаному в м.Конотоп, вона відзначила, що прикордонники поводились дуже тактовно, а також висловили своє співчуття через наявну ситуацію.[11]
- В січні 2025 року долучилася до ініціативи російського продюсера Ігоря Матвієнка перерахувати кошти на відновлення зруйнованих у ході бойових дій об'єктів культурної спадщини на Курщині.[12]

## Санкції
Лоліта Мілявська підтримала "терористів", які окупували Крим та частину східної України, визнала Крим частиною Російської Федерації, мовчазно підтримує війну та вторгнення Росії на територію України 24 лютого 2022 року, є підсанкційною особою.
7 січня 2023 року додана до санкційного списку України.

## Особисте життя

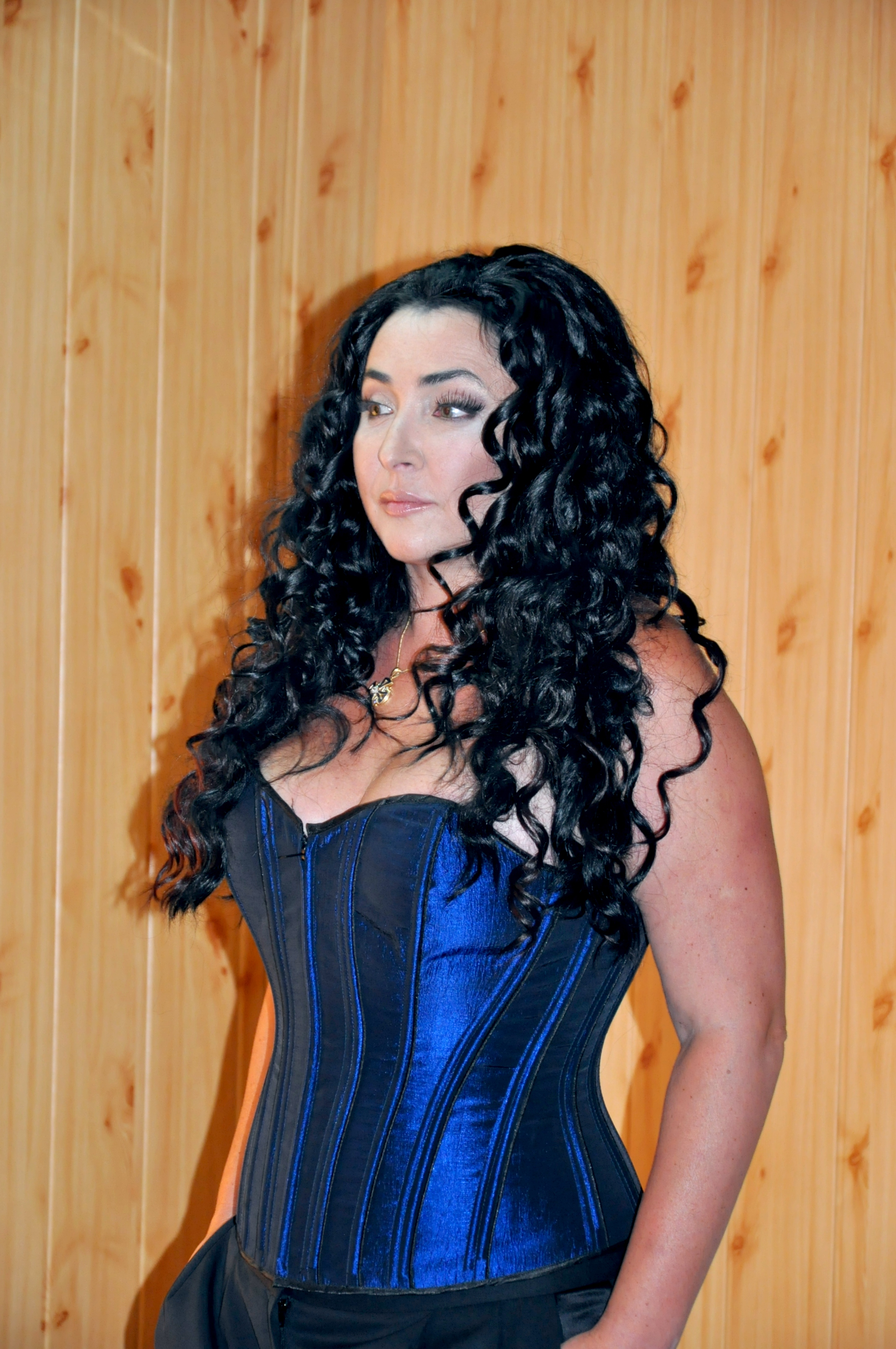
За кулисами шоу «Голос країни» 2011

Мама, Нікіфорова Алла Дмитрівна, разом з донькою Євою станом на 2017 рік мешкають у місті Київ.
Чоловіки:
- Перший чоловік актор Олександр Бєляєв: 1985
- Другий чоловік Віталій Мілявський: 1986. За словами Лоліти, шлюб був фіктивним.
- Третій чоловік шоумен Олександр Цекало: 1987—1999 рр.
- Четвертий чоловік бізнесмен Олександр Зарубін (нар. 6 травня 1968 року в місті Фастів, Київська область): 19 червня 2004—2009.
- П'ятий чоловік тенісист (сьома ракетка Росії й тренер з гри у сквош Дмитро Іванов): 20 березня 2010 — 30 квітня 2020.

## Дискографія

### В складі кабаре-дуету Академія
1. «Маленький переворот» (1992)
2. «Небальные танцы» (1994)
3. «Хочешь, но молчишь» (1995)
4. «Маленький переворот» (1995)
5. «Свадьба» (1997)
6. «Отпечатки пальчиков» (1998)
7. «Ту-Ту-Ту, На-На-На» (1999)

### Студійні альбоми
1. Цветочки (2000)
2. Шоу разведённой женщины (2003)
3. Формат (2005)
4. Неформат (2007)
5. Ориентация Север (2007)
6. Фетиш (2008)
7. Анатомія (2014)
8. Ранєвская (2018)

## Фільмографія

### Ролі в кіно
- 1991 - Тінь, або Можливо, все обійдеться - курортниця
- 1996 - Королі російського розшуку
- 1996 - Померти від щастя і любові
- 2001 - Вечори на хуторі поблизу Диканьки - Солоха
- 2002 - Попелюшка - мачуха
- 2003 - Божевільний день або одруження Фігаро - графиня Розіна
- 2005 - Попса - Ірина Пепеляєва («Пеппі»), навіжена співачка
- 2005 - Це все квіточки...
- 2007 - Королівство кривих дзеркал - королева Анідаг
- 2007 - Кривава Мері - Катерина
- 2007 - Тетянин день - камео
- 2008 - Золота рибка - вчителька хороших манер
- 2010 - Морозко - західна наречена
- 2011 - Нові пригоди Аладдіна - отаманша розбійників
- 2012 - Петрович - Вікторія Ланська
- 2012 - Червона Шапочка - мама Червоної Шапочки
- 2015 - Сава. Серце воїна - мама Жозі (озвучка)
- 2019 - 1001 ніч, або територія кохання - мама Шахерезади
- 2020 - Чума! - Корнелія
- 2023 - Актриси - Ольга Володимирівна, директорка театру

### Ролі на телебаченні
- 1995 - Кабаре «Маски-Шоу» - камео у складі кабаре-дуету «Академія»
- 1996 - Шоу довгоносиків
- 1997 - Старі пісні про головне-3 - німецький посол (пісня «Moskau» з Олександром Цекало)
- 2000 - Старі пісні про головне. Постскриптум («Felicita» дует з Олегом Газмановим)
- 2009 - Карнавальна ніч з Максимом Аверіним - Мардж Сімпсон / Баба Яга